# Diego Vázquez de Montiel
Diego Vázquez de Montiel (Capitanía General de Guatemala, 12 de mayo de 1677 – ¿Granada? de la provincia de Nicaragua, Capitanía General de Guatemala, 1733) fue el sexto adelantado de Costa Rica, por haberle cedido el título en 1716  su tía segunda María Núñez-Temiño y Vázquez de Coronado, heredera del adelantamiento y cuyo primer esposo fue Juan Fernández de Salinas y de la Cerda (muerto alrededor de 1685), V° adelantado. 

## Biografía

### Origen familiar
Diego Vázquez de Montiel nació el 12 de mayo de 1677 en algún lugar de la Capitanía General de Guatemala que dependía del Virreinato de Nueva España, siendo hijo de Diego Vázquez de Montiel y María de Ocón y Trillo y Vázquez de Coronado, siendo esta última nieta paterna del gobernador costarricense Juan de Ocón y Trillo y nieta materna del adelantado Diego Vázquez de Coronado y Rodríguez del Padrón. Hermano de doña María fue fray Pedro de Ocón y Trillo, franciscano, fallecido en 1716.

### Matrimonio y descendiente
Diego Vázquez de Montiel se unió en matrimonio con Sebastiana de Echavarría Navarro y Muñoz-Hidalgo (n. provincia de Costa Rica, ca. 1670), una hija de Miguel de Echavarría Navarro y Retes y de Eugenia Gertrudis Muñoz-Hidalgo y Castro.
De este matrimonio nacieron, entre otros, los siguientes hijos:
- Pablo José de Montiel y Echavarría Navarro (Capitanía General de Guatemala, ca. 1695 - Granada de la provincia de Nicaragua, Capitanía General de Guatemala, 17 de mayo de 1754) séptimo adelantado de Costa Rica.
- Micaela de Montiel y Echavarría Navarro[2] (n. ib., ca. 1697) casada con Simón Lacayo de Briones y Pomar,[2] un hijo de José Antonio Lacayo de Briones y Palacios,[2] 38.º gobernador de Costa Rica, y de Bárbara Pomar Villegas.[2]
- Antonio de Montiel y Echavarría Navarro que era un sacerdote franciscano y doctrinero del pueblo de Ujarrás.

### Adelantado de Costa Rica
En 1716 su  tía segunda la adelantada María Núñez-Temiño y Vázquez de Coronado, que no había tenido descendientes en sus dos matrimonios, renunció en favor suyo el título de adelantado de Costa Rica..  También le heredaría algunos bienes en España constituidos en mayorazgo. Residió habitualmente en la ciudad de Granada de la provincia de Nicaragua.

### Fallecimiento y sucesión del título
El adelantado Diego Vázquez de Montiel falleció en 1733, muy probablemente en la ciudad nicaragüense de Granada, y heredó el título su hijo primogénito Pablo José de Montiel y Echavarría Navarro, séptimo Adelantado de Costa Rica.